# If We're in Love
"If We're in Love" is een elektronicanummer geschreven en geproduceerd door Róisín Murphy en Matthew Herbert voor Murphy's debuutsoloalbum Ruby Blue, uitgebracht in 2005. Het nummer was uitgebracht als de eerste single van Murphy's debuutalbum. Ondanks veel promotie behaalde de single de hitlijsten niet.

## Tracklist
Ep
| Nr. | Titel                                                            | Lengte |
| --- | ---------------------------------------------------------------- | ------ |
| 1.  | "If We're in Love" (Radio Edit)                                  | 3:39   |
| 2.  | "If We're in Love" (Matthew Herbert's Lovers Remix)              | 4:46   |
| 3.  | "Ripples"                                                        | 3:35   |
| 4.  | "If We're in Love" (Dani Siciliano's What Will Be Will Be Remix) | 6:29   |